# Jogtudományi Közlöny

A Jogtudományi Közlöny a legnagyobb múltú magyar nyelvű jogi folyóirat. Az eredeti Jogtudományi Közlöny 1866 és 1934 között jelent meg. Az 1946-tól máig megjelenő Jogtudományi Közlöny a Magyar Tudományos Akadémia Állam- és Jogtudományi Bizottságának folyóirata. Éveken keresztül a Logod Bt. adta ki. A kiadó 2017-től a HVG-ORAC Kiadó.

## Jelenlegi szerkesztősége
Címe: 1015 Budapest, Donáti u. 35-45.

A szerkesztő bizottság vezetője: dr. Korinek László

Felelős szerkesztő: dr. Vörös Imre

Szerkesztő: dr. Szalai Éva

## Az első Jogtudományi Közlöny (1866-1934)
A folyóiratot 1866-ban alapította Ökröss Bálint közjegyző, az MTA levelező tagja, aki a lap első szerkesztője is lett. 1867-ben egyesítették az 1865-ben alapított Jogtudományi Hírlappal. A Jogtudományi Közlöny első száma 1866. január 2-án jelent meg, Hetilap a jog- és államtudományok köréből alcímmel.

## A mai Jogtudományi Közlöny
1946-ban alapították az MTA Állam- és Jogtudományi Bizottságának jogi szakfolyóiratát, amely máig megjelenik. Melléklapja volt a Szemle (1953 és 1956 között), továbbá a Dokumentációs Szemle (1957 és 1983 között).